# Hamadán megye

Hamadán tartomány megyéinek elhelyezkedése

Hamadán megye (perzsául: شهرستان همدان) Irán Hamadán tartománynak egyik keleti, középső fekvésű megyéje az ország nyugati részén. Északon Kabudaráhang megye és Fámenin megye, keleten Markazi tartomány területén fekvő Komejdzsán megye és Hondáb megye, délen Malájer megye, délnyugatról Tujszerkán megye, nyugatról Bahár megye határolják. Székhelye a 473 000 fős Hamadán városa. Második legnagyobb városa a 9400 fős Marjánadzs. További városai még: Kahávandd és Dzsurakán. A megye lakossága 585 642 fő. A megye három további kerületre oszlik: Központi kerület, Sará kerület. Korábban hozzá tartozott a mai Fámenin megye területe is, ekkor népessége 626 000 fő volt.

## Fordítás
- Ez a szócikk részben vagy egészben  a   Hamadan County című angol Wikipédia-szócikk ezen változatának fordításán alapul.  Az eredeti cikk szerkesztőit annak laptörténete sorolja fel. Ez a jelzés csupán a megfogalmazás eredetét és a szerzői jogokat jelzi, nem szolgál a cikkben szereplő információk forrásmegjelöléseként.